# 종이팩
종이팩(-pak)은 액체를 담아 보관하기 위한 종이 용기이다.
예로부터 주로 우유를 담는 용도로 사용되었기 때문에 흔히 우유갑 또는 우유팩이라고도 부르는 경우가 많으며, 영어로 해석하면 Milk carton이다. Milk pack은 잘못된 표기다.
우유나 주스 또는 청량 음료를 담을 수 있는 액체음료 포장용기의 일종으로, 천연펄프로 만든 판지의 양면에 무독성 폴리에틸렌을 도포하여 만든 원단을 원재료로 하여 인쇄, 타발 및 측면 접착공정을 거쳐 만든 사각 기둥 모양의 용기이다. 그래서 흔히 말하고자 하면 종이팩이 과거에는 사람들이 잘 몰라하게 되는 경우가 있어, 일본에서 차용된 표현으로 알려진 카톤팩(カートンパック) 혹은 밀크 카톤(일본어: ミルクカートン)이라고도 표현하고 있다.
그 외에도 소주도 종이팩으로 포장되는 경우도 있다. 다만 청량 음료는 압력 문제로 인해 캔, PET, 유리 등으로 가공된다.

## 같이 보기
- 종이갑
- 우유병
- 종이
- 신석균